# ミッチェル・ウィリンギ
ミッチェル・ウィリンギ（Michael Wiringi、1985年8月1日 - ）は、ルーマニアのラグビーユニオン選手。

## プロフィール
- ニュージーランド・ハウェラ出身[1]。
- ポジションはスタンドオフ(SO)。
- 身長 187cm、体重 80kg
- ルーマニア代表通算キャップ数は3でラグビーワールドカップ2015のルーマニア代表に選ばれた[2]。

## 略歴
2014年、CSMシュティインツァ・バヤ・マーレに加入。